# گلدن گلوری
گلدن گلوری (انگلیسی: Golden Glory) یک باشگاه ورزشی، کمپ و تیم مدیریتی در رشته‌های موای تای، کیک بوکسینگ و هنرهای رزمی ترکیبی، مستقر در هلند بود، که در سال ۱۹۹۹ توسط فردریکو لاپندا تأسیس شد. از مربیان و مبارزان این باشگاه می‌توان به؛ سمی شیلت، الیستر آوریم و مارلوئز کوئنن اشاره کرد.